# Liste der Baudenkmäler in Bayerbach bei Ergoldsbach
Auf dieser Seite sind die Baudenkmäler in der niederbayerischen Gemeinde Bayerbach bei Ergoldsbach zusammengestellt. Diese Tabelle ist eine Teilliste der Liste der Baudenkmäler in Bayern. Grundlage ist die Bayerische Denkmalliste, die auf Basis des Bayerischen Denkmalschutzgesetzes vom 1. Oktober 1973 erstmals erstellt wurde und seither durch das Bayerische Landesamt für Denkmalpflege geführt wird. Die folgenden Angaben ersetzen nicht die rechtsverbindliche Auskunft der Denkmalschutzbehörde.

## Baudenkmäler nach Ortsteilen

### Bayerbach
| Lage                                 | Objekt                                                  | Beschreibung | Akten-Nr.             | Bild           |
| ------------------------------------ | ------------------------------------------------------- | --- | --------------------- | -------------- |
| Kapellenberg (bei Nr. 20) (Standort) | Ehemalige Feldkapelle, msogenannte Biberger Feldkapelle | Massiver Satteldachbau, im Kern 17./18. Jahrhundert. | D-2-74-119-3 Wikidata | weitere Bilder |
| Kirchplatz 6 (Standort)              | Pfarrkirche Mariä Himmelfahrt mit Kapelle               | Saalkirche, neugotischer Blankziegelbau, nördlich Chorflankenturm mit Spitzhelm, Gliederung durch Pfeiler und Dachfries am Chor sowie Lisenen, Mathias Dendl, 1865/67; mit Ausstattung Friedhofskapelle, Blankziegelbau mit Satteldach, in historistischen Formen, 1867; mit Ausstattung | D-2-74-119-1 Wikidata | weitere Bilder |
| Schloßstraße 2, 4 (Standort)         | Schloss Peuerbach in Bayerbach                          | Anlage im Kern Vierflügelbau des 15. Jahrhunderts, 1892/93 im Neurenaissancestil umgebaut, Nordseite dreigeschossig mit Pilastergliederung und Zwerchgiebel über Mittelrisalit, an der nordöstlichen Ecke oktogonaler Erkerturm mit Kuppelhaube Erhaltene Teile der Ökonomie, zweigeschossige Satteldachbauten, teilweise mit Fachwerkobergeschoss, 18./19. Jahrhundert Erhaltene Teile der Einfriedung, 18./19. Jahrhundert | D-2-74-119-2 Wikidata | weitere Bilder |

### Feuchten
| Lage                               | Objekt          | Beschreibung | Akten-Nr.             | Bild            |
| ---------------------------------- | --------------- | --- | --------------------- | --------------- |
| Armannsberger Straße 2 (Standort)  | Kleinhaus       | Eingeschossiges Gebäude mit Steildach, verputzter Blockbau, 18./19. Jahrhundert                                        | D-2-74-119-4 Wikidata | Kleinhaus       |
| Armannsberger Straße 10 (Standort) | Kleinbauernhaus | Eingeschossiges Gebäude mit Flachsatteldach, teilweise getünchter Blockbau mit Kniestock, erste Hälfte 18. Jahrhundert | D-2-74-119-5 Wikidata | Kleinbauernhaus |
| Paindlkofener Straße 8 (Standort)  | Hofkapelle      | massiver Satteldachbau, mit Putzgliederung in historistischen Formen, um 1840/50; mit Ausstattung                      | D-2-74-119-7 Wikidata | weitere Bilder  |
| Vogelbergstraße 11 (Standort)      | Kleinbauernhaus | Zweigeschossiges Gebäude mit Flachsatteldach, Blockbau, Giebelseite mit überdachtem Taubenschrot, 17./18. Jahrhundert  | D-2-74-119-6 Wikidata | Kleinbauernhaus |

### Gerabach
| Lage                                                                | Objekt                              | Beschreibung | Akten-Nr.              | Bild           |
| ------------------------------------------------------------------- | ----------------------------------- | --- | ---------------------- | -------------- |
| Sankt-Wolfgang-Straße 13 (Standort)                                 | Filialkirche St. Wolfgang mit Mauer | Saalkirche, Langhaus im Kern romanisch, Chor, Sakristei und Turmunterbau zweiten Hälfte 15. Jahrhundert, nach Zerstörung im Dreißigjährigen Krieg Wiederherstellung des Langhauses seit 1635, barockisiert, 1823 Einsturz im Chorbereich, wiederhergestellt, an der Nordwestecke Turm mit barocker Kuppelhaube, Gliederung am Chor durch Dreieckstreben, mit Putzgliederung; mit Ausstattung Friedhofsmauer, 17./18. Jahrhundert | D-2-74-119-8 Wikidata  | weitere Bilder |
| Steinbacher Straße 4 (Standort)                                     | Stadel                              | Kleiner Blockbaustadel, Satteldachbau, 18. Jahrhundert | D-2-74-119-9 Wikidata  | Stadel         |
| Auf freiem Feld 200 m südlich von Gerabach; Schusterfeld (Standort) | Feldkapelle St. Kümmernis           | Kleiner massiver Satteldachbau, seitlich mit Blendbogen, 18. Jahrhundert; mit Ausstattung | D-2-74-119-10 Wikidata | weitere Bilder |

### Greilsberg
| Lage                             | Objekt                                      | Beschreibung | Akten-Nr.              | Bild                                        |
| -------------------------------- | ------------------------------------------- | --- | ---------------------- | ------------------------------------------- |
| Bayerbacher Straße 12 (Standort) | Ehemaliger Wohnstallhaus eines Vierseithofs | Zweigeschossiger und verputzter Blockbau mit Flachsatteldach, mit Kniestock und zwei Giebelschroten, bezeichnet mit „1763“, im Kern Ende 17. Jahrhundert | D-2-74-119-13 Wikidata | Ehemaliger Wohnstallhaus eines Vierseithofs |
| Bayerbacher Straße 36 (Standort) | Einzelhof                                   | Wohnstallhaus, eingeschossiges Gebäude mit Steildach, verschindelten bzw. verputzten Blockwänden, Anfang 19. Jahrhundert. | D-2-74-119-14 Wikidata | Einzelhof                                   |
| Kirchbergstraße 15 (Standort)    | Filialkirche St. Nikolaus und Kapelle       | Saalbau, Anlage des 15. Jahrhunderts, im 17. und 19. Jahrhundert erweitert, Kapellenanbau 17. Jahrhundert, Gliederung durch Dreieckstreben am Chor mit Ecklisenen und Putzgliederung, südlich Chorflankenturm mit Geschossgliederung, Blendbögen und Spitzhelm; mit Ausstattung | D-2-74-119-11 Wikidata | weitere Bilder                              |

### Hölskofen
| Lage                       | Objekt                 | Beschreibung | Akten-Nr.              | Bild           |
| -------------------------- | ---------------------- | --- | ---------------------- | -------------- |
| Haus Nr. 5 (Standort)      | Wohnstallhaus          | Zweigeschossiges Gebäude mit Flachsatteldach, teilverputzter Blockbau mit Traufschrot, erstes Drittel 19. Jahrhundert Traufseitig erschlossener, zweigeschossiger Blockbau von 1690/1691 mit Aufstockung von 1850 (lt. dendrochronologischem Gutachten) mit Flachsatteldach und Traufschrot. Der Blockbau im Erdgeschoss wurde größtenteils durch verputztes Ziegelmauerwerk ersetzt | D-2-74-119-16 Wikidata | Wohnstallhaus  |
| Haus Nr. 11 1/2 (Standort) | Filialkirche St. Anton | Kleiner barocker, länglich-oktogonaler Zentralbau mit westlicher Vorhalle, von 1712, mit Lisenen- und Putzgliederung, verschindelter Dachreiter mit Zwiebelkuppel; mit Ausstattung | D-2-74-119-15 Wikidata | weitere Bilder |

### Lottokreut
| Lage                  | Objekt                           | Beschreibung                                                                                                  | Akten-Nr.              | Bild                             |
| --------------------- | -------------------------------- | --- | ---------------------- | -------------------------------- |
| Haus Nr. 1 (Standort) | Wohnstallhaus eines Dreiseithofs | Zweigeschossiges Gebäude mit Flachsatteldach, mit Blockbau-Obergeschoss und Giebellaube, Ende 18. Jahrhundert | D-2-74-119-17 Wikidata | Wohnstallhaus eines Dreiseithofs |

### Penk
| Lage                  | Objekt                                  | Beschreibung | Akten-Nr.              | Bild           |
| --------------------- | --------------------------------------- | --- | ---------------------- | -------------- |
| Haus Nr. 1 (Standort) | Hofkapelle Maria unbefleckte Empfängnis | Massiver Satteldachbau mit Dachreiter, Lisenen- und Putzgliederung, neugotische Anlage von 1875; mit Ausstattung | D-2-74-119-19 Wikidata | weitere Bilder |

### Pram
| Lage                  | Objekt                                   | Beschreibung | Akten-Nr.              | Bild           |
| --------------------- | ---------------------------------------- | --- | ---------------------- | -------------- |
| Haus Nr. 9 (Standort) | Filialkirche St. Martin und St. Nikolaus | Saalkirche, von 1758, Apsis romanisch, mit kleinem Turm über der Apsis, mit Achteckaufsatz und Zwiebelkuppel; mit Ausstattung | D-2-74-119-20 Wikidata | weitere Bilder |

## Abgegangene Baudenkmäler
In diesem Abschnitt sind Objekte aufgeführt, die früher einmal in der Denkmalliste eingetragen waren, jetzt aber nicht mehr existieren, z. B. weil sie abgebrochen wurden. Aktennummern in diesem Abschnitt sind ehemalige, jetzt nicht mehr gültige Aktennummern.

| Lage                          | Objekt     | Beschreibung                                          | Akten-Nr.              | Bild |
| ----------------------------- | ---------- | ----------------------------------------------------- | ---------------------- | ---- |
| Nißlpram Lohbichel (Standort) | Hofkapelle | 1910; mit Ausstattung; die Kapelle wurde abgebrochen. | D-2-74-119-18 Wikidata | BW   |